# Sun Zheng
Sun Zheng (chiń. 孫正; ur. 26 lutego 1992 roku) – chiński kierowca wyścigowy.

## Kariera
Sun rozpoczął karierę w wyścigach samochodowych w roku 2010, od startów w Asian GT Championship oraz w Volkswagen Scirocco R Cup China. W Asian GT Championship dwukrotnie stawał na podium, w tym raz na jego najwyższym stopniu. Uzbierane pięćdziesiąt punktów pozwoliło mu zdobyć tytuł mistrza serii. W tym samym roku w Volkswagen Scirocco R Cup China stanął raz na podium. Z dorobkiem 64 punktów uplasował się tam na siódmej pozycji w końcowej klasyfikacji kierowców. W późniejszych latach Chińczyk pojawiał się także w stawce Chinese Touring Car Championship, Formuły Pilota China, Azjatyckiego Pucharu Porsche Carrera, China Formula Grand Prix, Audi R8 LMS Cup China, Grand Prix Makau Formuły 3, klasy narodowej Brytyjskiej Formuły 3, Blancpain Endurance Series oraz Alpejskiej Formuły Renault 2.0.
W 2013 roku Sun zdobył swój pierwszy tytuł w bolidzie jednomiejscowym. Ścigając się w bolidzei CF Racing w Brytyjskiej Formule 3 w klasie narodowej odniósł sześć zwycięstw. Z przewagą 84 punktów pokonał Chrisa Vloka.